# 中央輔音
中央輔音指所有當發音時氣流在口腔的中央流過舌面的一類輔音。與中央輔音相對的是邊輔音，發音時氣流在舌頭兩邊流過。
中央輔音是大部分輔音都有的屬性，故此輔音的名稱不會特別標明。舉例說：濁齒齦擦音（即英語「動物園」 zoo 開首的 ⟨z⟩ ）及硬齶近音（即英語「是」 yes 開首的 <y> ）均是中央輔音。其他的中央輔音例子有：
- 中央擦音：[θ], [ð], [s], [z], [ʃ], [ʒ], [ʂ], [ʐ], [ɕ], [ʑ], [ç], [ʝ], [x], [ɣ], [χ], [ʁ]。
- 中央近音：[ɹ], [ɻ], [j], [ɥ], [ɰ], [w], [ʍ]。
- 顫音：[r], [ʀ]。
- 中央闪音：[ɾ], [ɽ]。

中央輔音並不適用於諸如 [m n ŋ] 的鼻輔音，因為不可能讓氣流只從鼻腔兩邊通過。沒有語言會產生在舌頭兩邊流過諸如 [p b t d k ɡ] 的塞音，儘管 [t d k ɡ] 等非唇塞音可能會發生第二次邊除阻。然而，所有塞音都會劃歸中央輔音。 唇擦音 [f v] 或許會因為兩唇令中心的氣流受阻而產橫向氣流，但這些音是不可能被視為邊輔音，因為這兩者之間的區別沒有語言會認為會對語義有分別。
在某些語言，輔音的「中央度」可能是不確定。就以日語為例：日語ら行的閃輔音會視乎隨後元音的位置而變為中央輔音/ɾ/或邊輔音/ɺ/。所以り的發音是 ri [ɾi]，因為 -i前的輔音已經變成了中央閃音；而ろ的發音是 ro [ɺo]，因為後元音 -o令之前的輔音變成了邊輔音。

## 參看
- 发音方法